# Chrostosoma mediana
Chrostosoma mediana är en fjärilsart som beskrevs av William Schaus 1928. Chrostosoma mediana ingår i släktet Chrostosoma och familjen björnspinnare. Inga underarter finns listade i Catalogue of Life.